# Бир, Мартин (шахматист)
Мартин Бир (нем. Martin Bier; 1 апреля 1854 — 7 августа 1934) — немецкий шахматист, мастер.
Участник трёх конгрессов Германского шахматного союза: 1-го (Лейпциг, 1877), 3-го (Нюрнберг, 1883), 4-го (Гамбург, 1885), а также ряда немецких турниров мастерского уровня. Победитель мастерского турнира в Вессельбурене (1879).
В ряде источников и шахматных баз указывается, что шахматиста звали не Мартин, а Макс.

## Спортивные результаты
| Год  | Город        | Соревнование                                      | + | −  | = | Результат | Место |
| ---- | ------------ | ------------------------------------------------- | - | -- | - | --------- | ----- |
| 1876 | Гамбург      | Турнир немецких шахматистов                       |   |    |   |           |       |
| 1879 | Вессельбурен | Турнир немецких шахматистов                       |   |    |   |           | 1     |
|      | Лейпциг      | 1-й конгресс Германского шахматного союза         | 6 | 3  | 1 | 6½ из 11  | 4     |
| 1880 | Брауншвейг   | 13-й конгресс Западногерманского шахматного союза |   |    |   |           | 7     |
| 1883 | Нюрнберг     | 3-й конгресс Германского шахматного союза         | 6 | 8  | 4 | 8 из 18   | 13-14 |
| 1885 | Гамбург      | 4-й конгресс Германского шахматного союза         | 2 | 12 | 3 | 3½ из 17  | 18    |
| 1894 | Гамбург      | Турнир немецких шахматистов                       |   |    |   |           |       |
| 1905 | Гамбург      | Турнир немецких шахматистов                       |   |    |   |           | 7     |
| 1913 | Гамбург      | Турнир немецких шахматистов                       |   |    |   |           | 4     |